# Delta do Danúbio
O delta do Danúbio é um delta que tem uma área de 3750 km² no litoral do Mar Negro, na fronteira entre a Romênia e a Ucrânia.
O delta começa quando o rio Danúbio se divide em três braços: o Chilia (ao norte), o Sulina (no centro) e o mais meridional chamado Gheorghe, sendo que o braço de Chilia faz a fronteira entre a Roménia e a Ucrânia.
As mais importantes cidades dessa região são Tulcea (no inicio do delta), Sulina (na da área costeira do delta e na desembocadura do braço de Sulina); no lado romeno e Izinaile e Kilia ou Chilia (ao longo da fronteira) no lado ucraniano.
Nesse delta situa-se a reserva de Sfântu-gheorghe-perisor-palade, que e considerada património da Humanidade pela UNESCO. Um dos principais problemas do delta tem que enfrentar é a poluição do Danúbio e sofre ainda com problemas devido ao vazamento de cianeto proveniente de minas de ouro romenas que atingiu os afluentes do rio Tisza, afluente do Danúbio.

## Reserva da Biosfera do Delta do Danúbio
Reconhecida desde 1990 como zona húmida de importância internacional, especialmente como habitat das aves de água, a Reserva da Biosfera do Delta do Danúbio possui um programa de investigação e actividades como:
- Monitorização da biodiversidade (fauna e flora) e dos habitat;
- Levantamento dos ecossistemas deltaicos e das espécies ameaçadas;
- Redução do impacto antrópico e a reconstrução ecológica das zonas degradadas;
- Harmonização dos interesses económicos e sociais da população da zona com os objectivos da conservação e protecção da diversidade biológica;
- Estabelecimento das condições de valorização dos recursos naturais.

## Espécies de aves
Das 320 espécies de aves identificadas no Delta do Danúbio, aproximadamente 200 nidificam aqui, sendo o resto migratórias. As espécies mais comuns são as aquáticas (140 espécies):
- Phalacrocorax pygmaeus
- Garça-vermelha
- Garça-real-europeia
- Garça-branca-grande
- Garça-branca-pequena
- Papa-ratos
- Colhereiro-europeu
- Íbis-preto
- Cisne-bravo
- Pato-branco
- Zarro-castanho
- Águia-de-asa-redonda
- Falcão-peregrino
- Alfaiate (ave)
- Pernilongo (ave)
- Andorinha-do-mar-comum
- Alcedo athis athis
- Rolieiro-europeu
- Poupa-eurasiática
- Chapim-de-faces-pretas

## Galeria

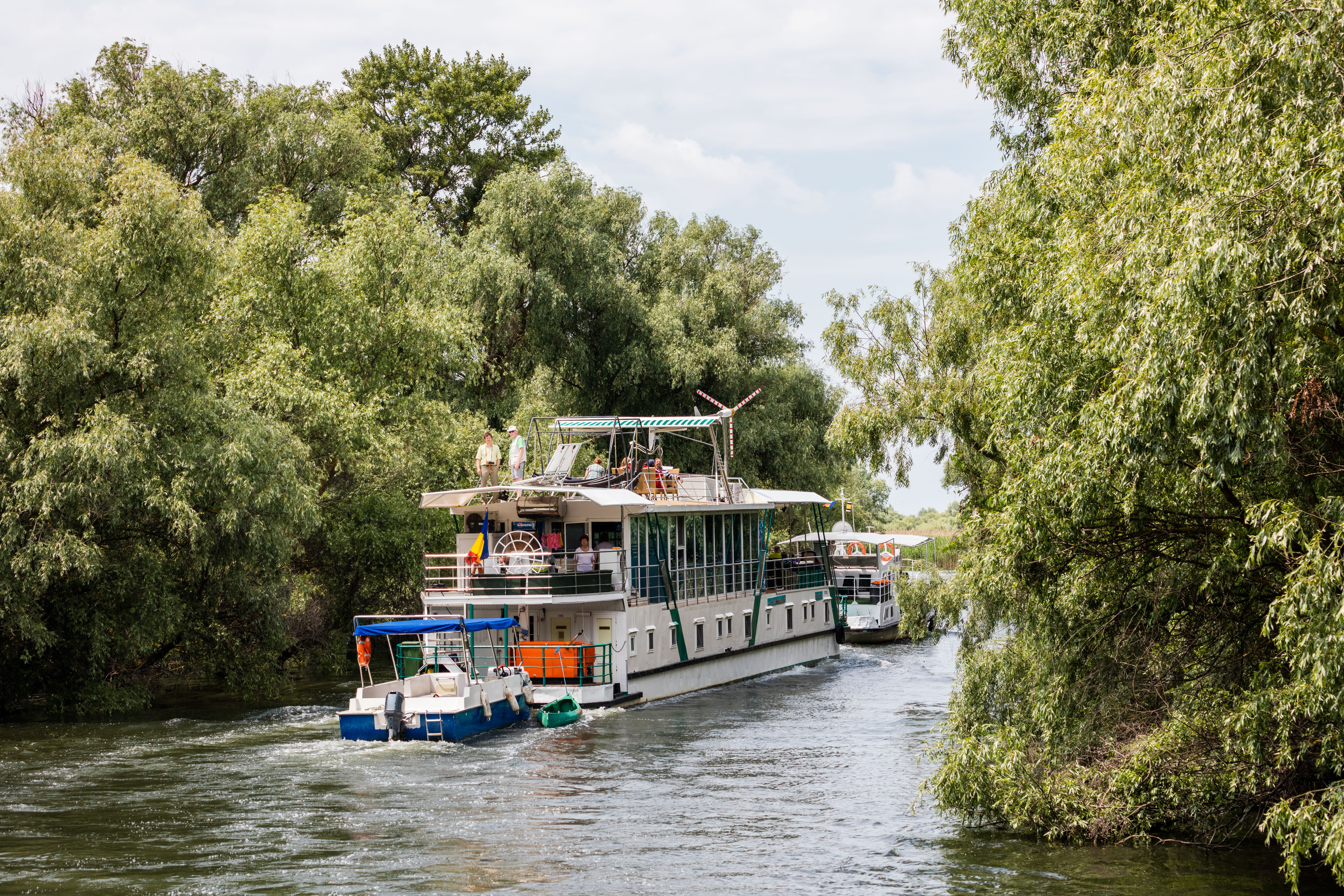
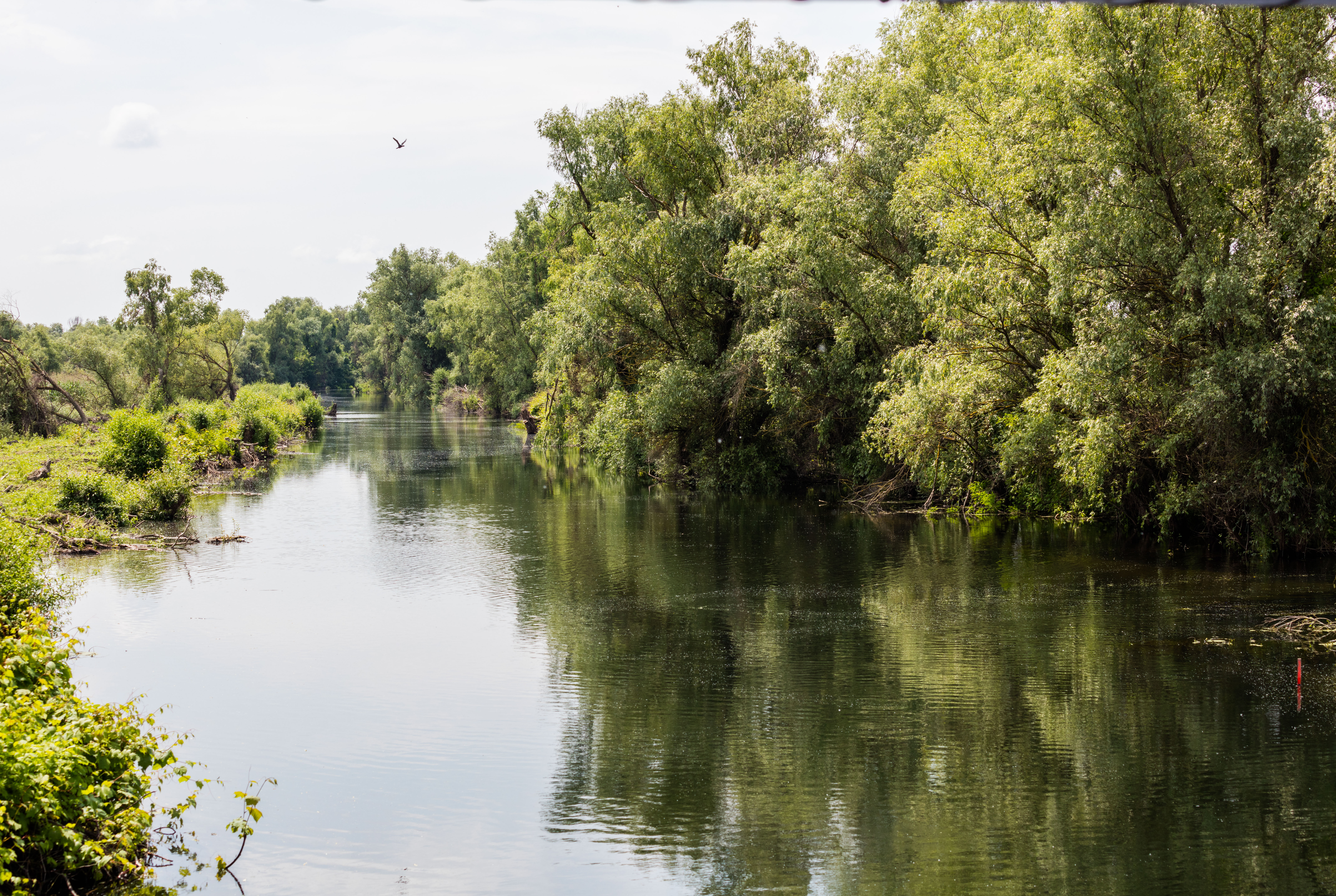
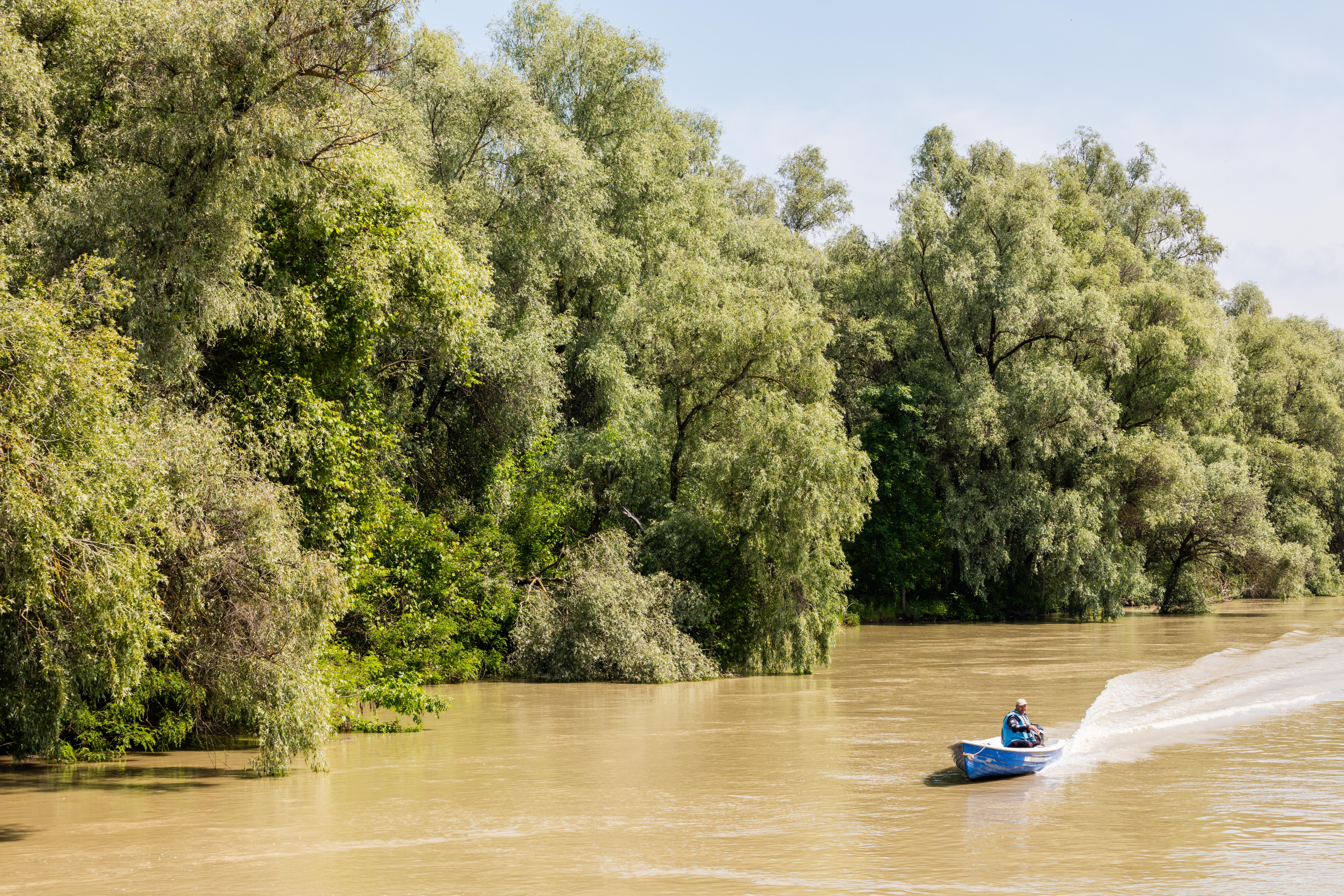
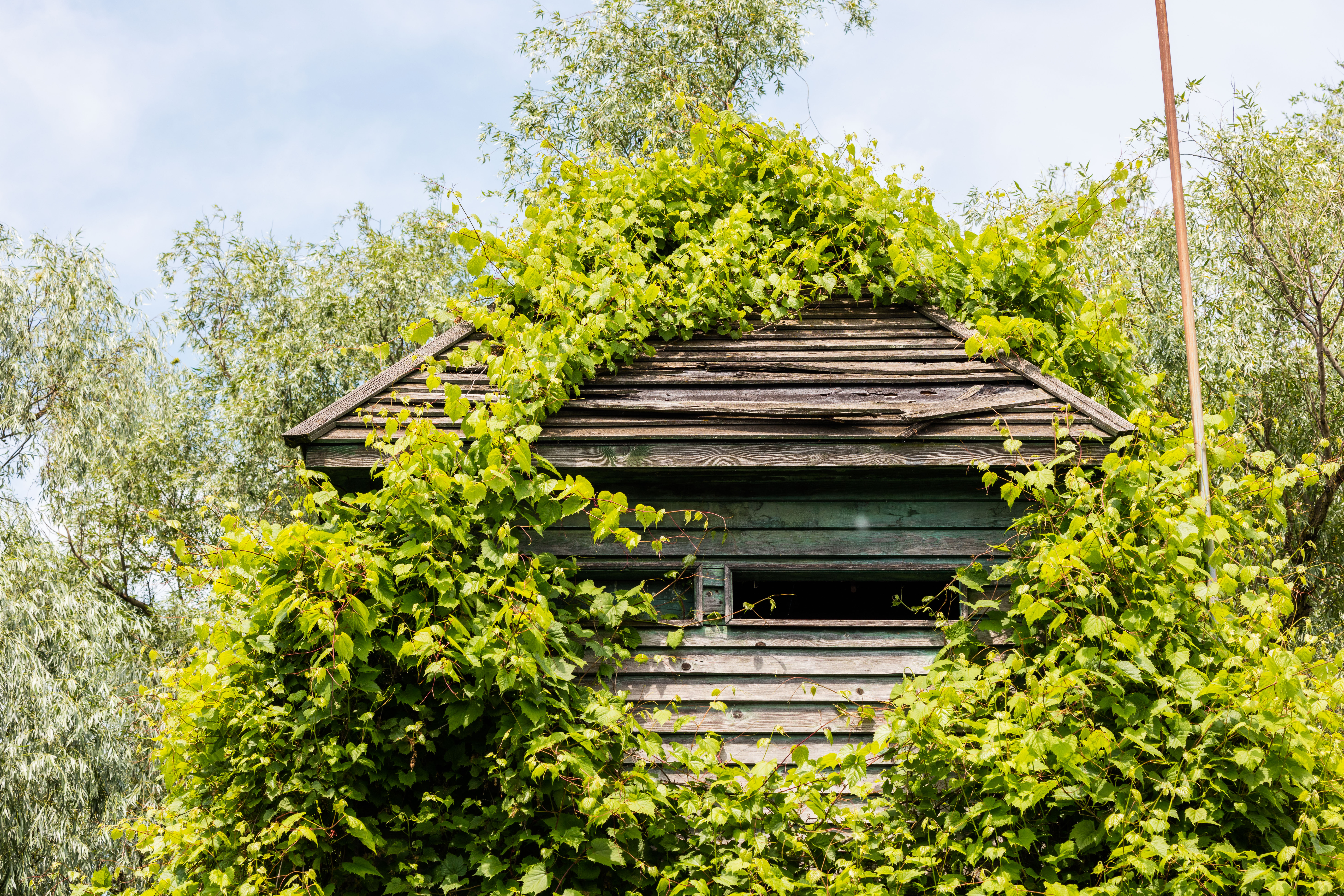
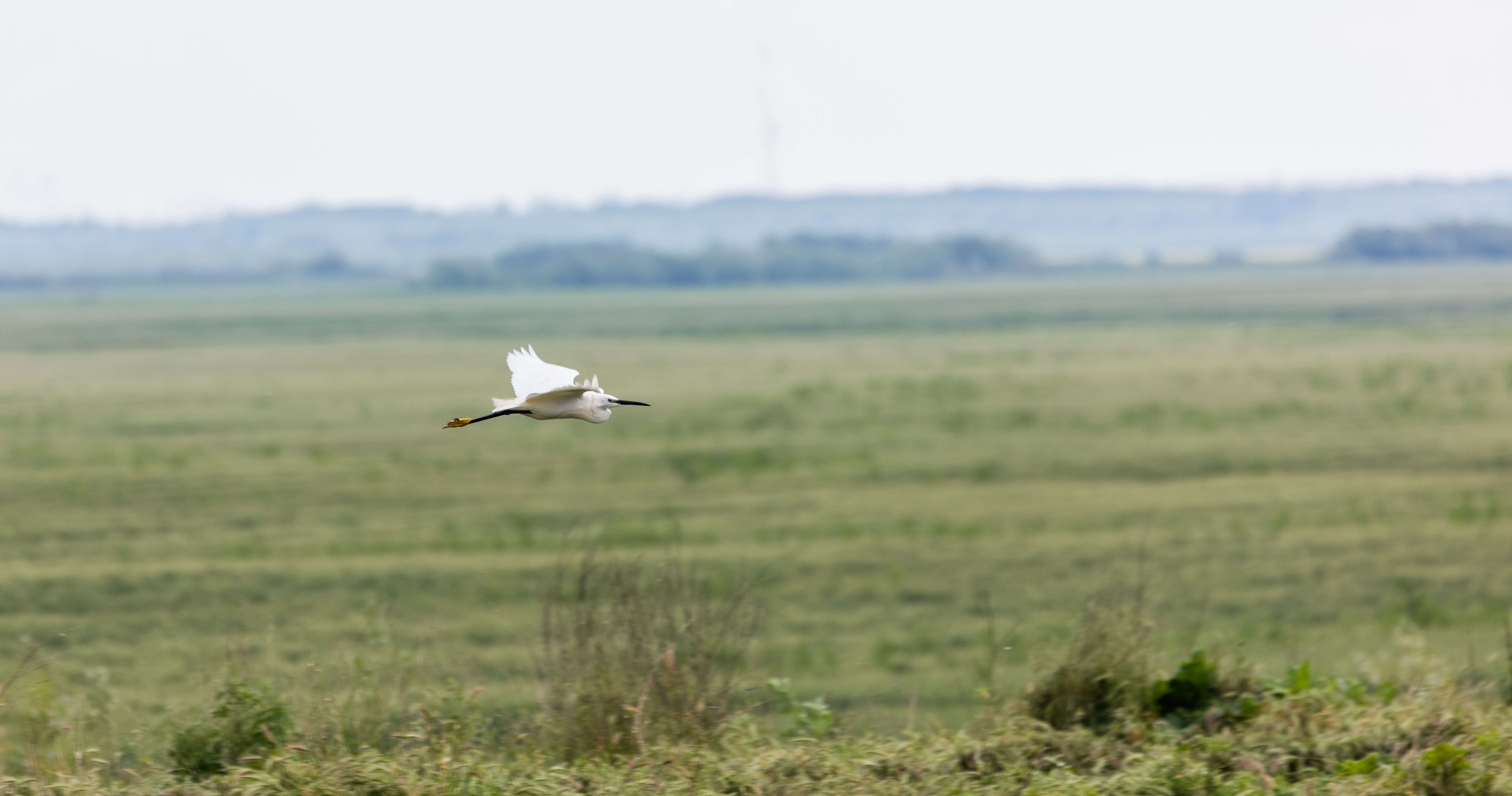
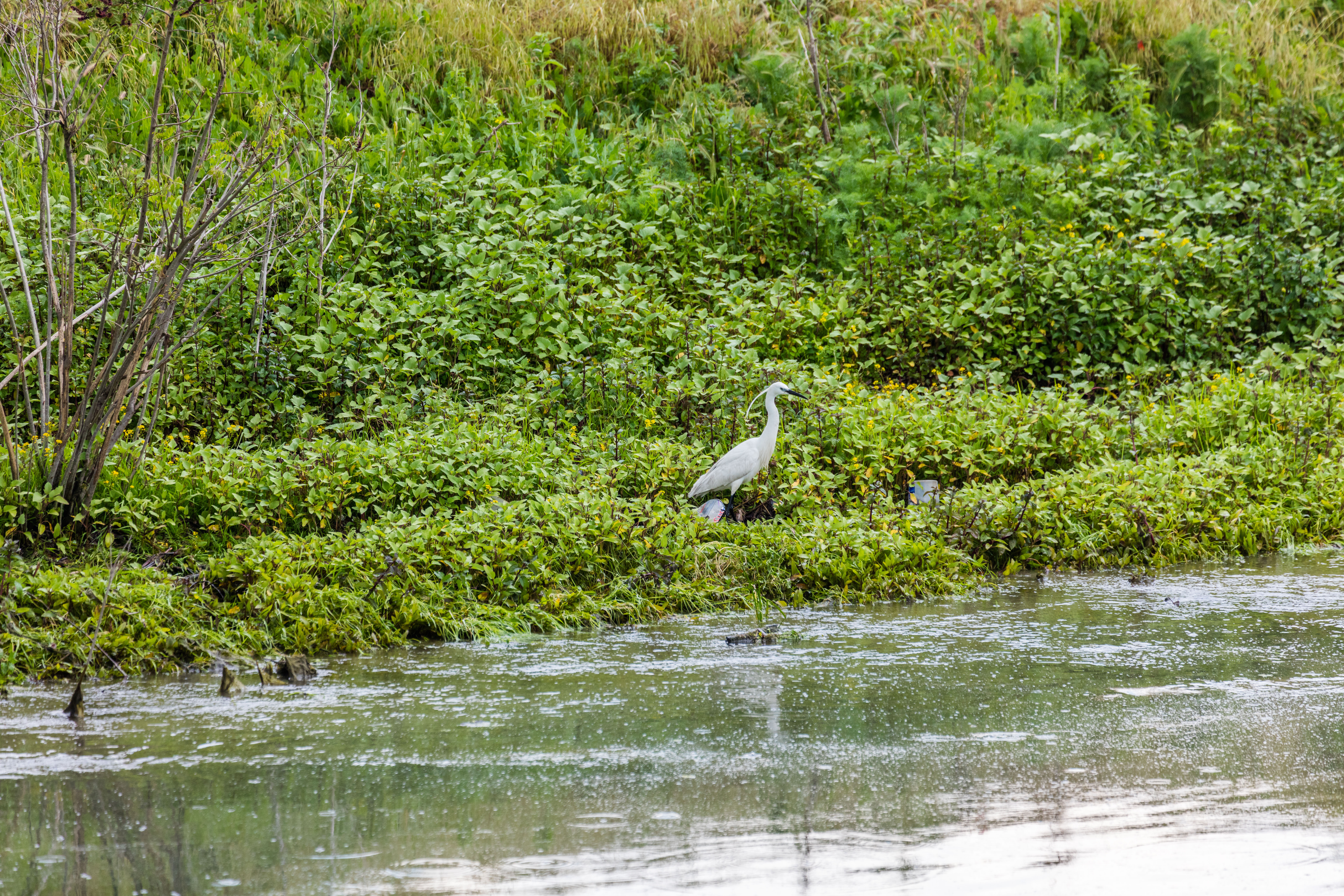
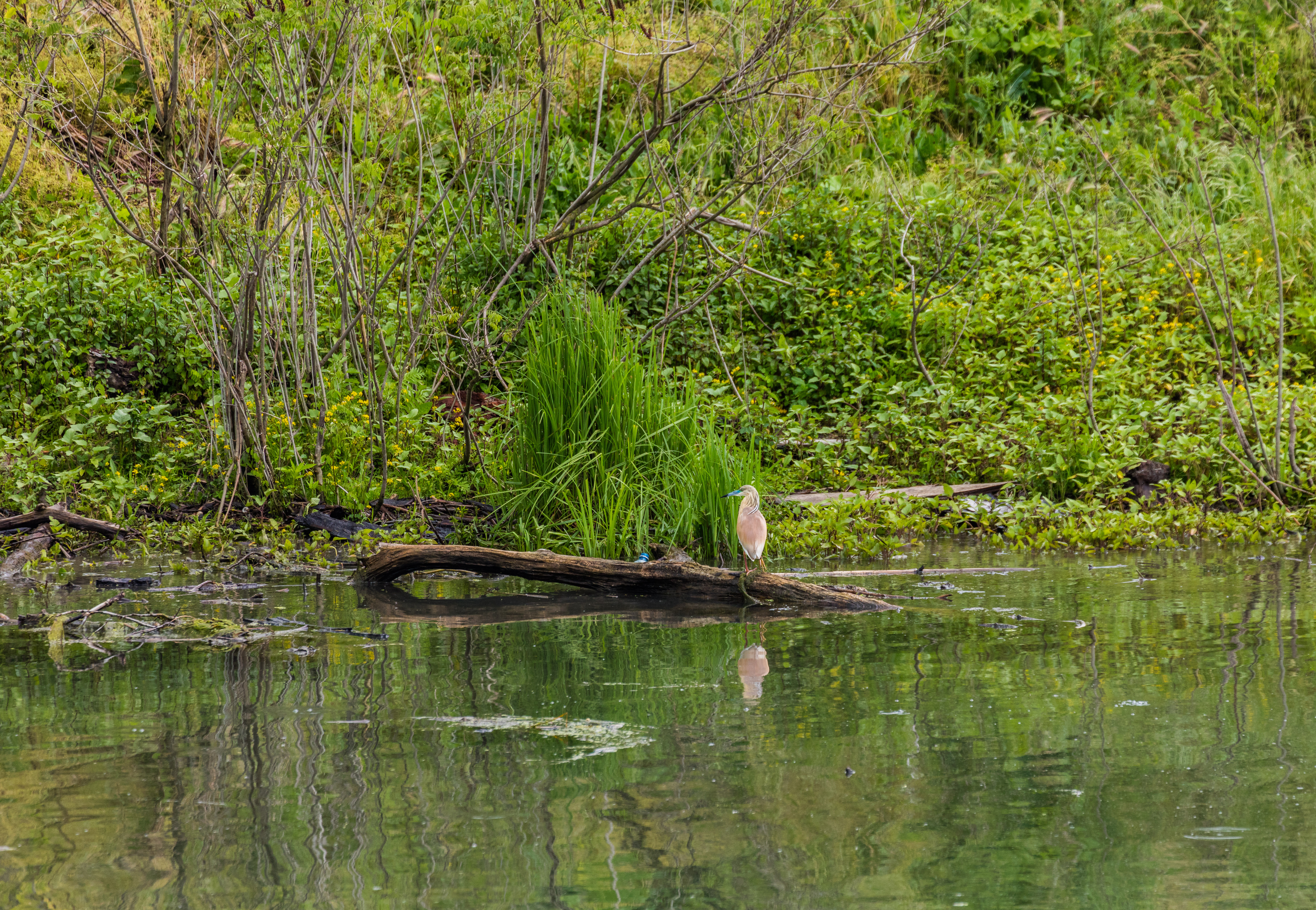